# Rise of the Northstar
Rise of the Northstar ist eine 2008 gegründete Rap-Metal-Band aus der französischen Hauptstadt Paris.

## Geschichte
Gegründet wurde Rise of the Northstar von dem Sänger Vithia, den beiden Gitarristen Loic.G und Diego, sowie dem Bassisten Lucas und dem Schlagzeuger Max.V. Noch im Jahr der Gründung erschien ein Demo mit zwei Stücken, welche beide auf ihrer Debüt-EP Tokyo Assault erneut aufgenommen wurden. Die EP wurde 2009 in Eigenregie produziert und in einer Auflage von 1000 Stück herausgebracht.
Die erste Europa-Tournee absolvierten Rise of the Northstar Ende des Jahres 2011. Diese trug den Namen Phoenix Tour und führte unter anderem durch Deutschland, die Slowakei, Polen, Italien, Tschechien, Ungarn, Spanien und Belgien. Zwischen Juni und August 2012 war die Gruppe erneut in Europa zu sehen, ehe die Gruppe Ende August erstmals mehrere Konzerte in Japan gab. Bei den Shows in Europa wurde die Gruppe vereinzelt von Emmure, Xibalba und Deez Nuts unterstützt.
2012 brachte die Gruppe eine zweite EP mit sechs Liedern unter dem Namen Demonstrating My Saiya Style auf dem Markt. 2013 war die Gruppe in der Volksrepublik China und in Taiwan zu sehen.
Im Jahr 2014 war die Gruppe auf mehreren großen Musikfestivals zu sehen, darunter dem Summer Breeze und auf den Impericon Festivals in Wien und Leipzig. Auch auf dem Resurrection Fest in Viveiro war die Gruppe zu sehen.
Für das Debütalbum Welcame (2014) gründete Sänger Vithia seine eigene Plattenfirma Repression Records. Nuclear Blast übernahm den weltweiten Vertrieb des Albums. Den Kontakt zu dem Nuclear-Blast-Chef Markus Staiger hatte die Gruppe durch ihren Auftritt auf dem Summer Breeze 2014 hergestellt. Bei den Arbeiten wirkte der Musikproduzent Chris Harris mit, der bereits mit Hatebreed und Terror zusammengearbeitet hatte.
Im Winter 2016 machte die Band eine Europatour mit dem Namen The Underrated Tour durch Deutschland, die Niederlande, Frankreich, Belgien, Schweiz und Österreich. Sie spielten zu dieser Zeit auch immer mal wieder auf Festivals. Das nächste Album The Legacy of Shi (2018) wurde von Gojiras Joe Duplantier in seinem Silver Cord Studios in New York City aufgenommen.
Nach mehreren Besetzungswechseln ist Vithia das einzig verbliebene Gründungsmitglied.

## Stil
Rise of the Northstar verbinden New York Hardcore der 90er-Jahre mit Thrash Metal, Metalcore und greifen in ihren Texten auf die Japanische Kultur zurück. Auch nennt die Gruppe Hip-Hop-Einflüsse aus den 1990er Jahren als Teil der musikalischen Wurzeln. Auch Shōnen-Mangas zählen zu den Einflüssen.

## Soziales Engagement
Im Mai 2011 startete die Gruppe ihre Kampagne Protect ya Japan, um Geld für die Hinterbliebenen der Tsunami- und Atomkatastrophe, die sich am 11. März des gleichen Jahres ereignet hatte und deren Auswirkungen noch heute spürbar sind, zu sammeln. Im Rahmen dieser Kampagne brachte die Gruppe das Lied Phoenix heraus.

## Bandmitglieder

Rise of the Northstar
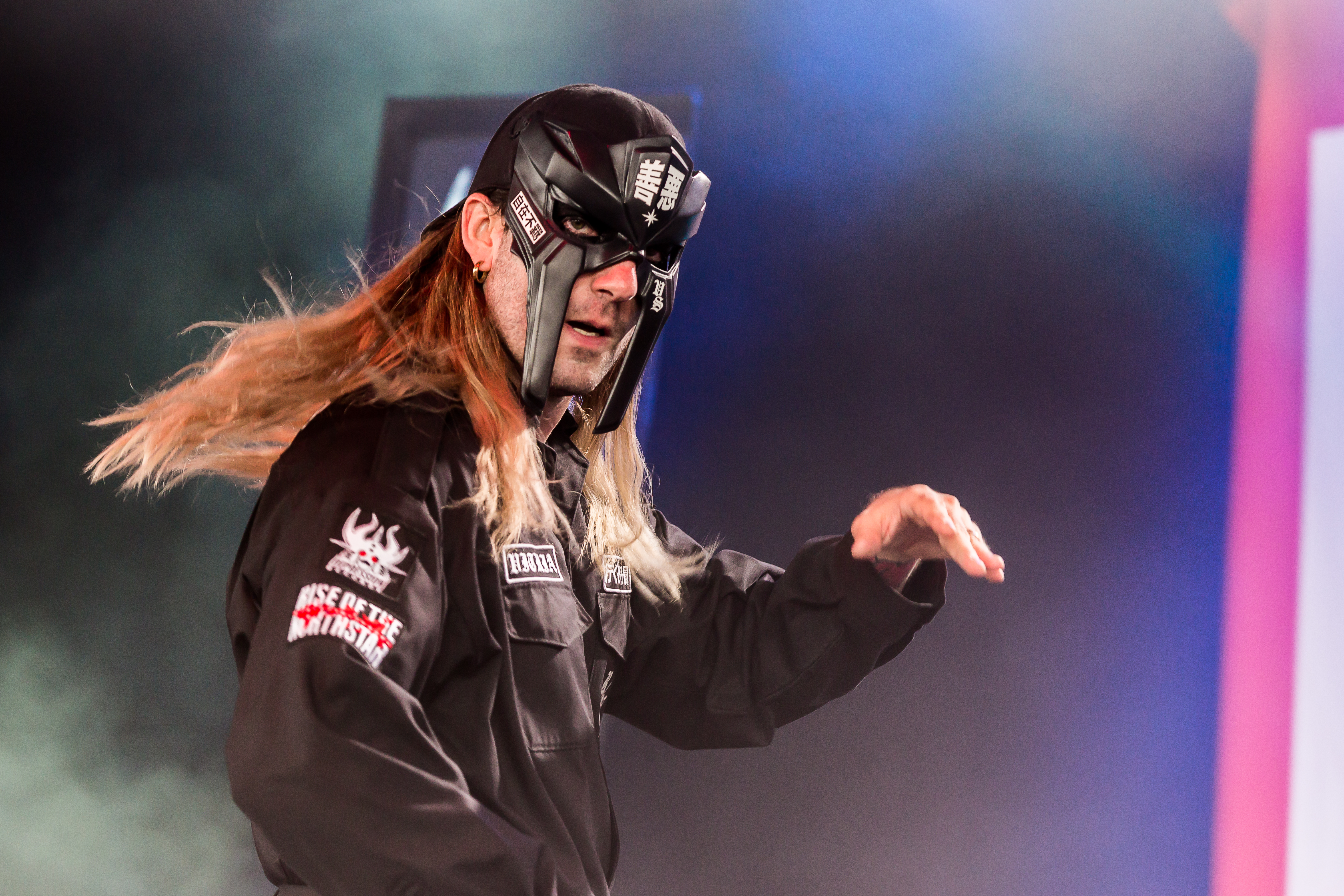
Sänger Victor Leroy
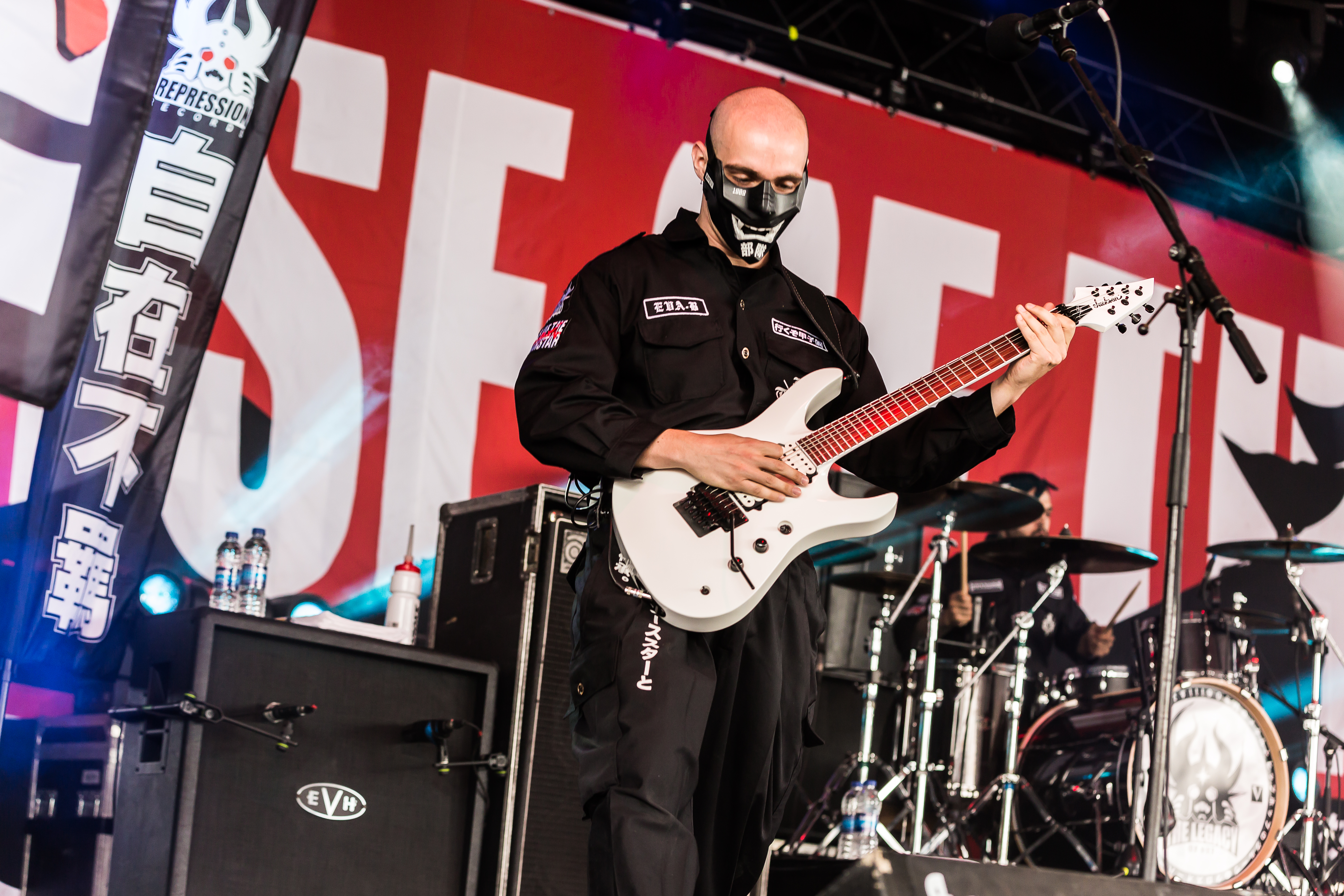
Lead-Gitarrist Brice Gauthier
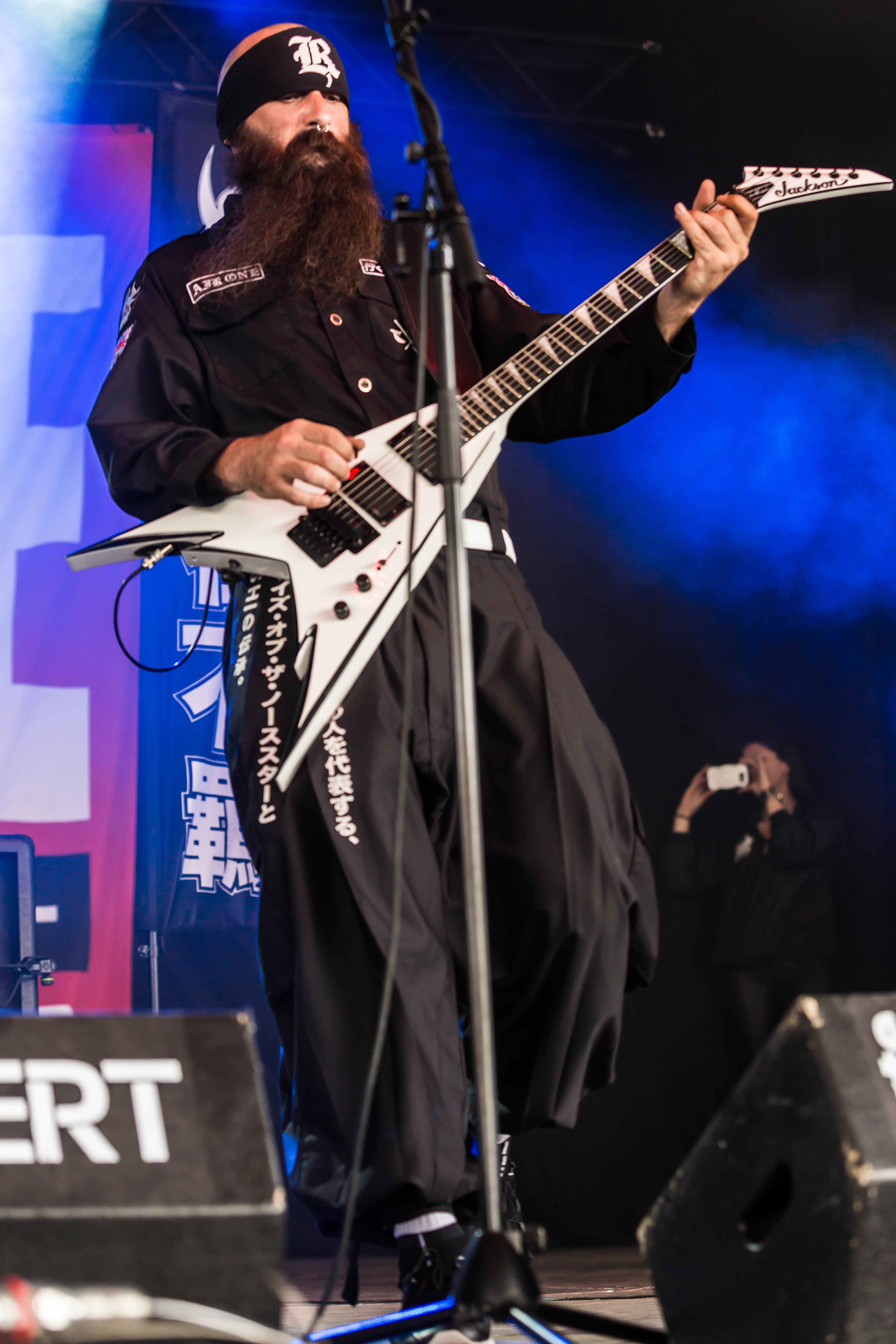
Rhythmus-Gitarrist Erwan Menez
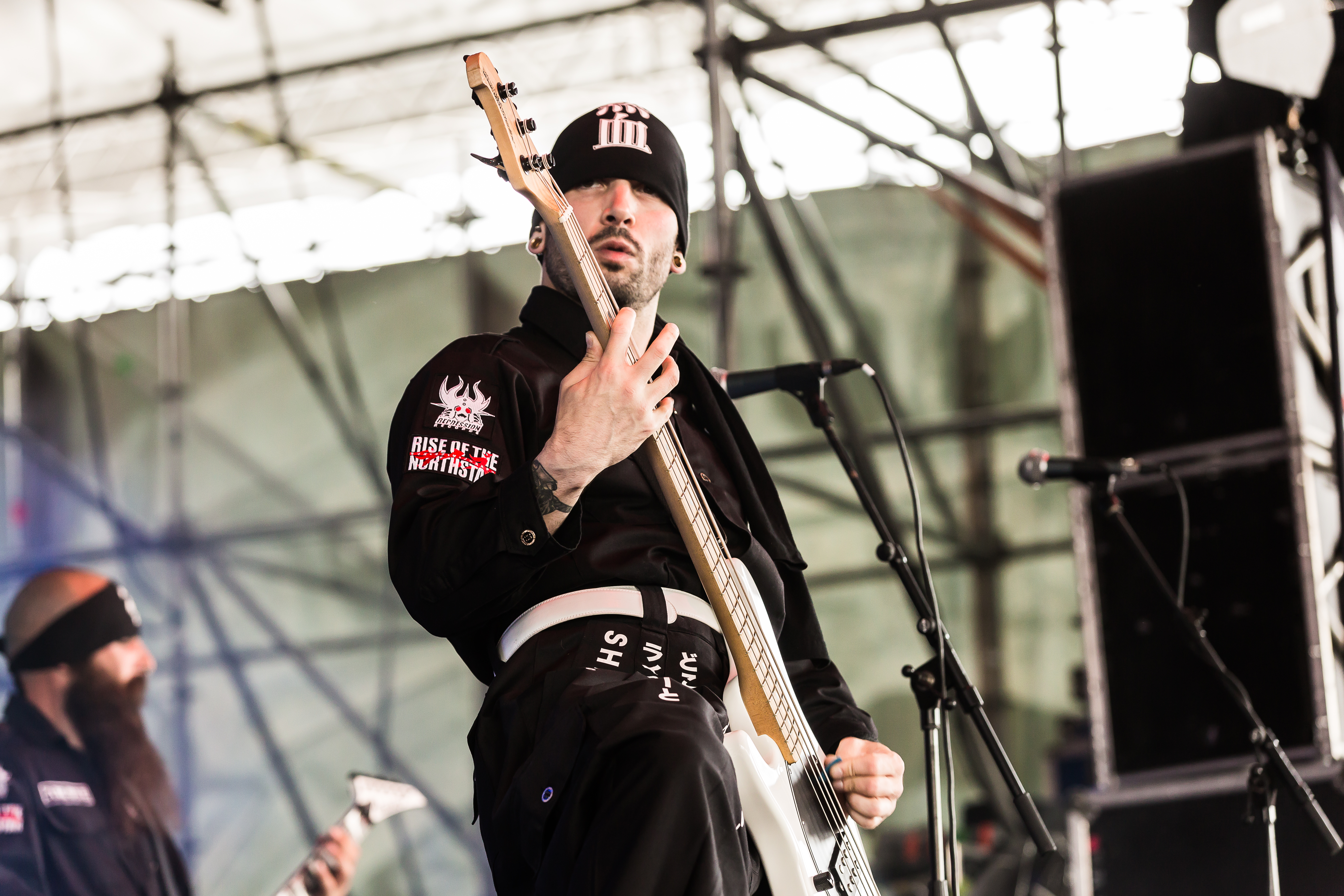
Bassist Fabien Lahaye
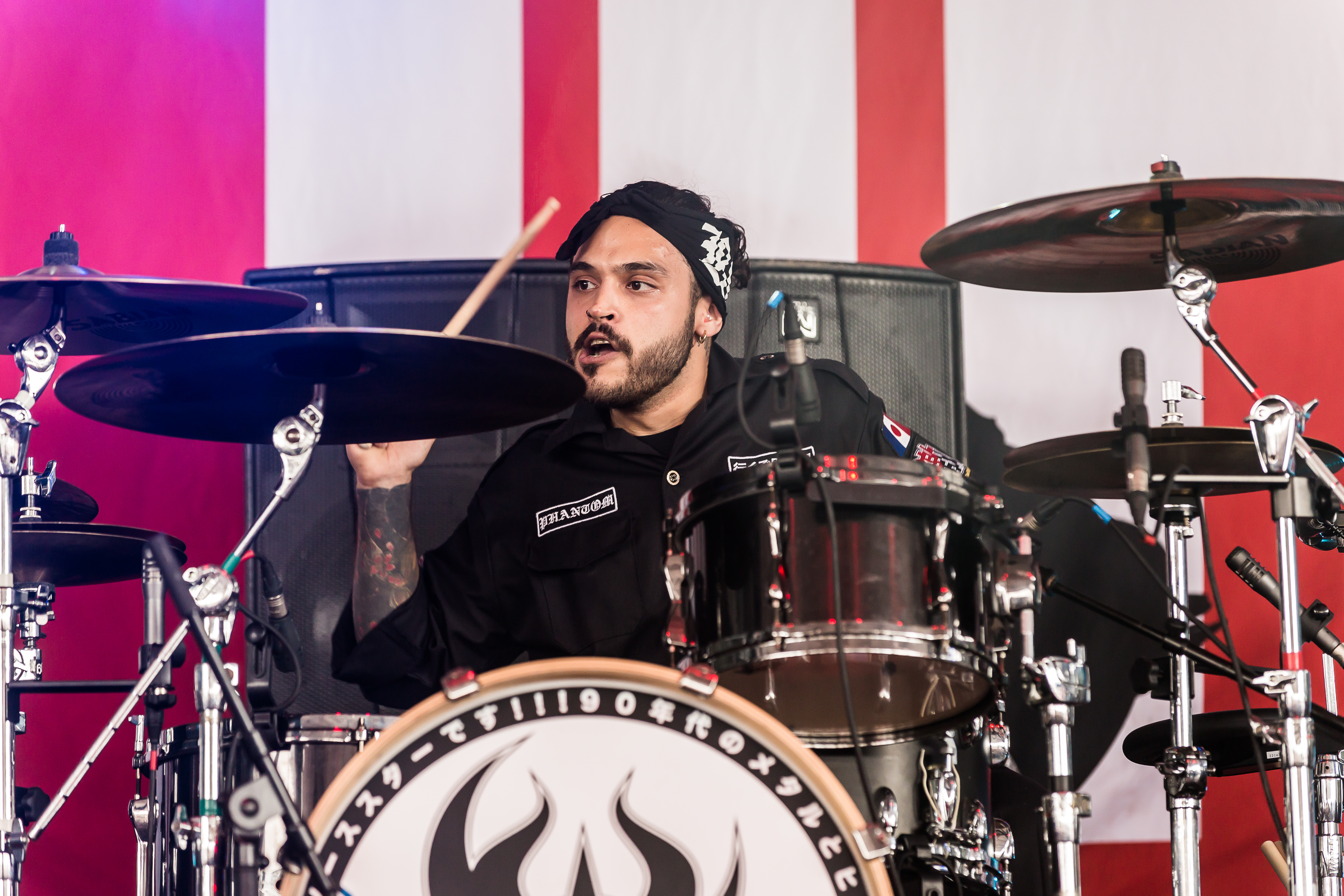
Schlagzeuger Phantom
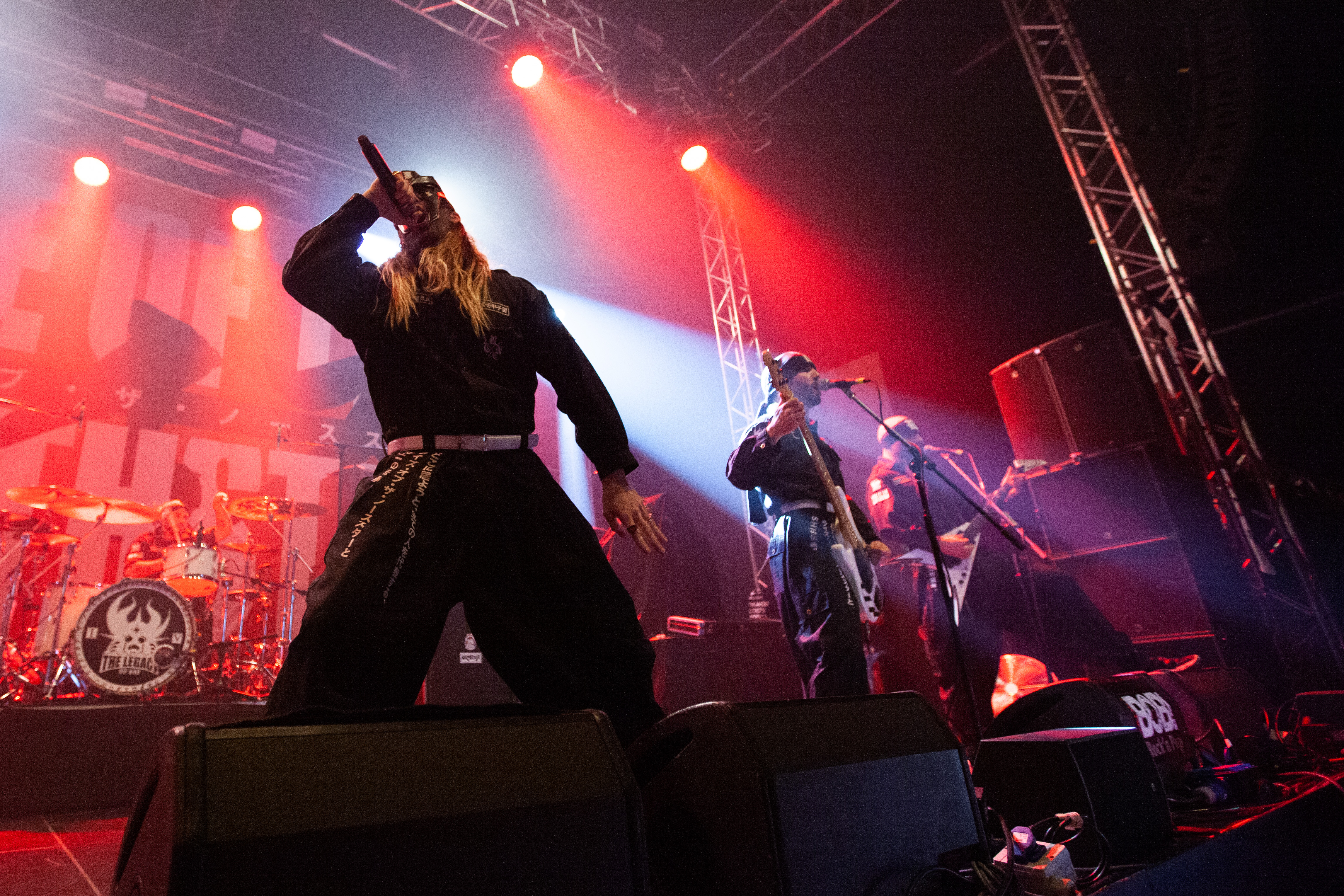
Rise of the Northstar bei einem Konzert 2019
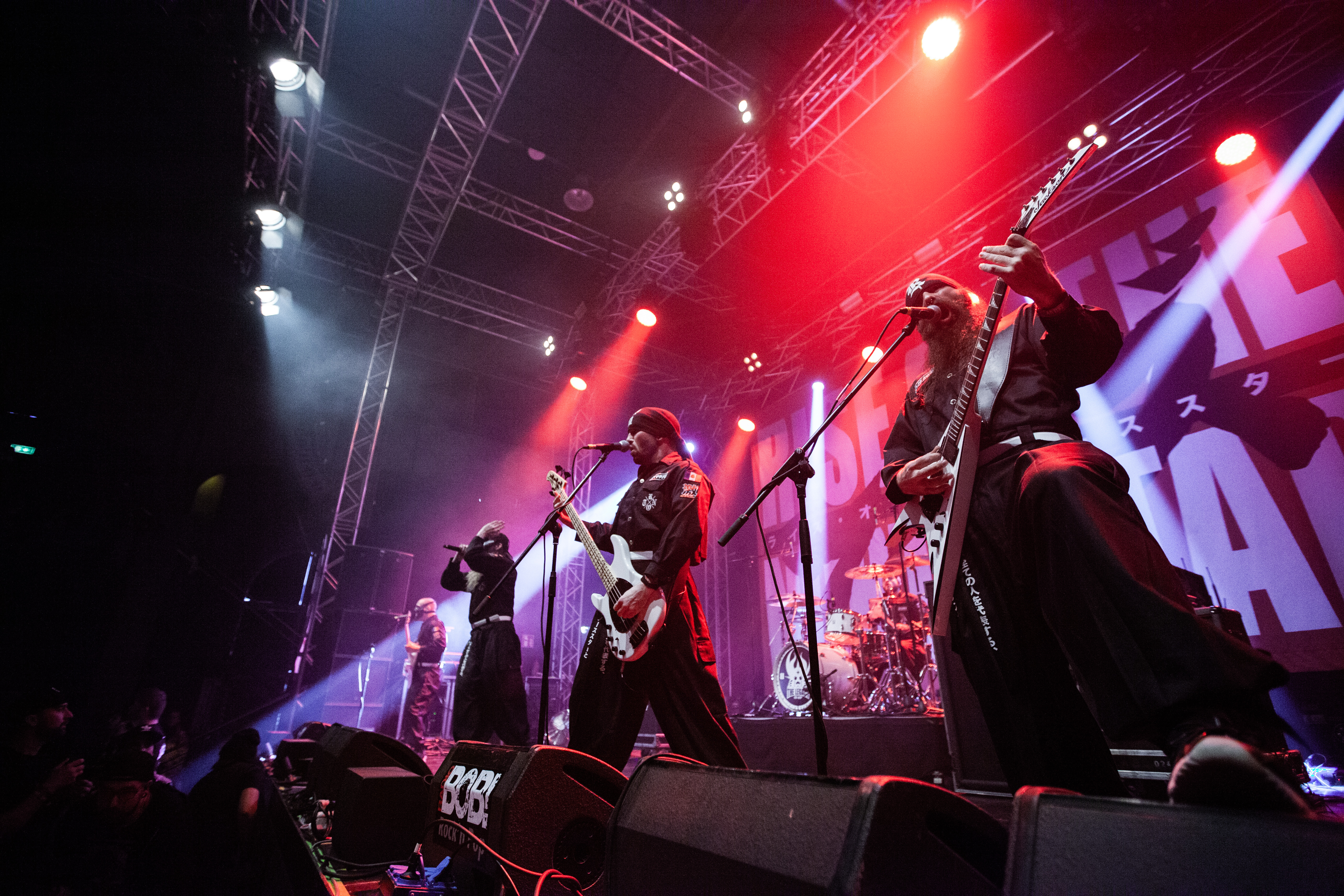
Rise of the Northstar bei einem Konzert 2019

## Diskografie

### Alben
| Jahr | Titel Musiklabel                | Höchstplatzierung, Gesamtwochen, AuszeichnungChartplatzierungen (Jahr, Titel, Musiklabel, Platzierungen, Wochen, Auszeichnungen, Anmerkungen) | Höchstplatzierung, Gesamtwochen, AuszeichnungChartplatzierungen (Jahr, Titel, Musiklabel, Platzierungen, Wochen, Auszeichnungen, Anmerkungen) | Höchstplatzierung, Gesamtwochen, AuszeichnungChartplatzierungen (Jahr, Titel, Musiklabel, Platzierungen, Wochen, Auszeichnungen, Anmerkungen) | Anmerkungen                             |
| Jahr | Titel Musiklabel                | FR | DE | CH | Anmerkungen                             |
| ---- | ------------------------------- | --- | --- | --- | --------------------------------------- |
| 2014 | Welcame Nuclear Blast           | — | — | — | Erstveröffentlichung: 21. November 2014 |
| 2018 | The Legacy of Shi Nuclear Blast | FR82 (1 Wo.)FR | DE32 (1 Wo.)DE | CH81 (1 Wo.)CH | Erstveröffentlichung: 19. Oktober 2018  |
| 2023 | Showdown Atomic Fire            | FR74 (1 Wo.)FR | DE73 (1 Wo.)DE | — | Erstveröffentlichung: 7. April 2023     |

### EPs
- 2009: Tokyo Assault (Eigenproduktion)
- 2012: Demonstrating My Saiya Style (Eigenproduktion)